# Los Locos del Ritmo
Los Locos del Ritmo est un groupe de rock mexicain. Il est le premier groupe de rock 'n' roll du pays, et est formé en 1958.

## Biographie

### Débuts
Les membres originaux du groupe incluent Antonio Verdes Sánchez (Toño de la Villa) (étudiant en sciences chimiques, voix), José (Pepe) Negrete (étudiant à la faculté des arts de l'UNAM, fondateur et pianiste), Mario Sanabria (basse, chant), Manuel López Reyes (El Che, chant), Jesús « Chucho » González, Lalo (Toral, piano), et Rafael Acosta (batterie),.
En raison de leur participation réussie à un concours organisé par Telesistema Mexicano en 1958, ils sont récompensés avec un voyage aux États-Unis, où ils participent à une émission de télévision animée par Ted Mack, intitulée Original Amateur Hour. À leur retour, ils font des incursions à la radio Radio 6.20, où ils consacrent une émission qui leur donne la notoriété et une renommée relative. Initialement appelé Pepe y sus Locos, le groupe assiste au départ d'Alberto Figueroa et Álvaro González (qui rejoindront plus tard le groupe Los Zipps).

### Rock!
Le premier album, intitulé Rock!, est enregistré dans un style un peu élémentaire, bien que le mastering soit en stéréo (2 canaux) basé sur une guitare, une contrebasse, un piano, une requinto et seulement une tarola et une cymbale. Dans ce premier album et une partie du deuxième qui suivra, le groupe fait appel à un bassiste de studio surnommé El Médico.
Au cours de cette période, ils enregistrent un autre album, avec la voix de Toño de la Villa, intitulé Locos del Ritmo qui comprend les succès Pólvora, Chica alborotada, et Ten mi corazón - de Rafael Acosta.